# Оуклон-Санв'ю (Канзас)
Оуклон-Санв'ю (англ. Oaklawn-Sunview) — переписна місцевість (CDP) в США, в окрузі Седжвік штату Канзас. Населення — 2880 осіб (2020).

## Географія
Оуклон-Санв'ю розташований за координатами 37°36′30″ пн. ш. 97°17′54″ зх. д. / 37.60833° пн. ш. 97.29833° зх. д. (37.608411, -97.298464).  За даними Бюро перепису населення США в 2010 році переписна місцевість мала площу 1,39 км², уся площа — суходіл.

## Демографія
Згідно з переписом 2010 року, у переписній місцевості мешкало 3276 осіб у 1080 домогосподарствах у складі 778 родин. Густота населення становила 2356 осіб/км².  Було 1184 помешкання (852/км²).
Расовий склад населення:
| - 61,2 % — білих - 14,3 % — азіатів - 5,5 % — чорних або афроамериканців - 2,7 % — корінних американців - 0,1 % — вихідців з тихоокеанських островів - 11,0 % — осіб інших рас |

До двох чи більше рас належало 5,1 %. Частка іспаномовних становила 25,3 % від усіх жителів.
За віковим діапазоном населення розподілялося таким чином: 33,8 % — особи молодші 18 років, 59,8 % — особи у віці 18—64 років, 6,4 % — особи у віці 65 років та старші. Медіана віку мешканця становила 28,3 року. На 100 осіб жіночої статі у переписній місцевості припадало 101,1 чоловіків;  на 100 жінок у віці від 18 років та старших — 96,0 чоловіків також старших 18 років.
Середній дохід на одне домашнє господарство  становив 34 159 доларів США (медіана — 26 578), а середній дохід на одну сім'ю — 40 866 доларів (медіана — 32 011). Медіана доходів становила 35 153 долари для чоловіків та 26 038 доларів для жінок. За межею бідності перебувало 32,2 % осіб, у тому числі 43,7 % дітей у віці до 18 років та 12,7 % осіб у віці 65 років та старших.
Цивільне працевлаштоване населення становило 1118 осіб. Основні галузі зайнятості: виробництво — 21,9 %, будівництво — 20,5 %, науковці, спеціалісти, менеджери — 20,4 %.